# 2005-ös feröeri labdarúgó-bajnokság (első osztály)
A Formuladeildin 2005-os szezonja (a feröeri első osztály) az alapítás óta a 63. éves bajnokság.
Ebben az évben viselte először a liga a Formuladeildin nevet, amelyet a Formula informatikai vállalkozás szponzorál. 2004-ig 1. deild (1. osztály) néven rendezték meg a bajnokságot, ettől az évtől kezdve azonban a másodosztály viseli ezt a nevet.

## Táblázat
| #  | Csapat          | M  | Gy | D  | V  | Lg | Kg | Gk  | P  | Megjegyzés                                     |
| -- | --------------- | -- | -- | -- | -- | -- | -- | --- | -- | ---------------------------------------------- |
| 1  | B36 Tórshavn    | 27 | 15 | 9  | 3  | 38 | 17 | +21 | 54 | 2006–2007-es UEFA-bajnokok ligája előselejtező |
| 2  | HB Tórshavn     | 27 | 15 | 5  | 7  | 66 | 35 | +31 | 50 | 2006–2007-es UEFA-kupa első selejtezőkör       |
| 3  | Skála ÍF        | 27 | 13 | 11 | 3  | 55 | 30 | +25 | 50 |                                                |
| 4  | NSÍ Runavík     | 27 | 14 | 8  | 5  | 58 | 44 | +14 | 50 |                                                |
| 5  | EB/Streymur     | 27 | 11 | 10 | 6  | 48 | 35 | +13 | 43 |                                                |
| 6  | ÍF Fuglafjørður | 27 | 6  | 9  | 12 | 32 | 57 | −25 | 27 |                                                |
| 7  | KÍ Klaksvík     | 27 | 7  | 4  | 16 | 40 | 52 | −12 | 25 |                                                |
| 8  | VB/Sumba        | 27 | 6  | 6  | 15 | 36 | 57 | −21 | 24 |                                                |
| 9  | GÍ Gøta         | 27 | 6  | 5  | 16 | 35 | 58 | −23 | 23 | kiesés az 1. deildbe                           |
| 10 | TB Tvøroyri     | 27 | 5  | 7  | 15 | 26 | 49 | −23 | 22 | kiesés az 1. deildbe                           |

Utolsó frissítés: végeredmény
Forrás: www.kicker.de (német)
Rendezési elv: 1. pontszám; 2. gólkülönbség; 3. lőtt gólok.
# = helyezés; M = játszott meccsek száma; Gy = győzelmek; D = döntetlenek; V = vereségek; Lg = lőtt gólok; Kg = kapott gólok; Gk = gólkülönbség; Pont = pontok; (B) = bajnok; (K) = kiesett; (F) = feljutott.

## Góllövőlista
A góllövőlista végeredménye.
| #     | Név                      | Egyesület    | Gól |
| ----- | ------------------------ | ------------ | --- |
| 1.    | Christian Høgni Jacobsen | NSÍ Runavík  | 18  |
| 2.    | Sorin Anghel             | EB/Streymur  | 16  |
| 3.    | Jónhard Frederiksberg    | Skála ÍF     | 13  |
| 4.    | Bogi Gregersen           | Skála ÍF     | 12  |
| 5–7.  | Allan Mørkøre            | B36 Tórshavn | 11  |
| 5–7.  | Sámal Joensen            | GÍ Gøta      | 11  |
| 5–7.  | Hans á Lag               | HB Tórshavn  | 11  |
| 8-11. | Suni Olsen               | GÍ Gøta      | 9   |
| 8-11. | Heðin á Lakjuni          | KÍ Klaksvík  | 9   |
| 8-11. | Hjalgrím Eltør           | KÍ Klaksvík  | 9   |
| 8-11. | Dan Djurhuus             | VB/Sumba     | 9   |